# Tielen, Schleswig-Flensburg
Tielen (tiếng Đan Mạch: Tiele) là một đô thị thuộc huyện Schleswig-Flensburg, trong bang Schleswig-Holstein, nước Đức. Đô thị Tielen, Schleswig-Flensburg có diện tích 13,32 km², dân số thời điểm 31 tháng 12 năm 2006 là 310 người.